# 駐紐西蘭臺北經濟文化辦事處
駐紐西蘭臺北經濟文化辦事處（英語：Taipei Economic and Cultural Office in New Zealand），亦稱駐紐西蘭代表處，是中華民國政府在紐西蘭的官方代表機構，位於首都威靈頓。雖然雙方之間沒有正式外交關係，但有深厚的經貿往來。現任駐紐西蘭大使銜代表為歐江安。另外在第一大城奧克蘭設有辦事處。
紐西蘭駐台對應代表機構是設在台北的紐西蘭商工辦事處。

## 歷史
1973年，中華民國外交部設立屋崙亞東貿易中心 。1991年，更名為駐紐西蘭臺北經濟文化辦事處。

## 外部連結
- 駐紐西蘭臺北經濟文化辦事處 （页面存档备份，存于）